# Saint-Aubin (Aisne)
Saint-Aubin is een gemeente in het Franse departement Aisne (regio Hauts-de-France) en telt 313 inwoners (2005). De plaats maakt deel uit van het arrondissement Laon.

## Geografie
De oppervlakte van Saint-Aubin bedraagt 8,2 km², de bevolkingsdichtheid is 38,2 inwoners per km².
De onderstaande kaart toont de ligging van Saint-Aubin (Aisne) met de belangrijkste infrastructuur en aangrenzende gemeenten.

## Demografie
Onderstaande figuur toont het verloop van het inwonertal (bron: INSEE-tellingen).

Vanwege een beveiligingsprobleem met de MediaWiki Graph-software is het momenteel niet mogelijk deze grafiek weer te geven. Zodra de software is bijgewerkt zal de grafiek vanzelf weer zichtbaar worden.